# Kamouraska—Rivière-du-Loup (circonscription fédérale)
Pour les articles homonymes, voir Kamouraska et Rivière du Loup.
Kamouraska—Rivière-du-Loup fut une circonscription électorale fédérale de la région du Bas-Saint-Laurent au Québec. Elle fut représentée de 1979 à 1997.
La circonscription a été créée en 1976 à partir des circonscriptions de Kamouraska et de Rivière-du-Loup—Témiscouata. Abolie en 1996, elle fut redistribuée parmi les circonscriptions de Kamouraska—Rivière-du-Loup—Témiscouata—Les Basques et Bellechasse—Montmagny—L'Islet.

## Géographie
En 1976, la circonscription de Kamouraska—Rivière-du-Loup comprenait:
- La cité de Rivière-du-Loup
- Les villes de La Pocatière, Pohénégamook, Saint-Pascal et Trois-Pistoles
- Les comtés de Rivière-du-Loup et de Kamouraska
- Les municipalités de Sainte-Louise et Saint-Roch-des-Aulnaies

## Députés
| Législature                                                                                        | Années    | Député | Député          | Parti                     |
| -------------------------------------------------------------------------------------------------- | --------- | ------ | --------------- | ------------------------- |
| Kamouraska—Rivière-du-Loup issue de Kamouraska et Rivière-du-Loup—Témiscouata                      |           |        |                 |                           |
| 31e                                                                                                | 1979–1980 |        | Rosaire Gendron | Libéral                   |
| 32e                                                                                                | 1980–1984 |        | Rosaire Gendron | Libéral                   |
| 33e                                                                                                | 1984–1988 |        | André Plourde   | Progressiste-conservateur |
| 34e                                                                                                | 1988–1993 |        | André Plourde   | Progressiste-conservateur |
| 35e                                                                                                | 1993–1997 |        | Paul Crête      | Bloc québécois            |
| Dissoute parmi Kamouraska—Rivière-du-Loup—Témiscouata—Les Basques et Bellechasse—Montmagny—L'Islet |           |        |                 |                           |